# Markt Einersheim
Markt Einersheim è un comune tedesco di 1 245 abitanti, situato nel land della Baviera.